# Annelore Kunze
Annelore Kunze, verheiratete Wirschaz, (* 5. Juni 1920 in Hamburg; † 7. Oktober 2013 in Lilienthal) war eine deutsche Schauspielerin bei Bühne, Film und Fernsehen.

## Leben
In den Jahren 1942/43 war sie am Staatlichen Schauspielhaus Hamburg engagiert. Als Theaterschauspielerin stand sie u. a. gemeinsam mit Heinrich George und Johannes Heesters auf der Bühne und trat auch im Hamburger Ohnsorg-Theater auf. In der Saison 1949/50 übernahm sie bei der Hamburger Schauspieltruppe „Das Ensemble“, einer Gemeinschaft engagementsloser Hamburger Schauspieler des Harburger Theaters, in Ernst Nebhuts Tragikomödie Der Teufel stellt Monsieur Darcy ein Bein die Rolle der Jaqueline.
1971 spielte sie am Theater Bremen die Mutter der Hauptfigur Gesche Gottfried (dargestellt von Margit Carstensen) in Rainer Werner Fassbinders Stück Bremer Freiheit; Fassbinder führte dabei selbst auch Regie. Als Mitglied des Theaters Bremen gastierte sie mit dieser Produktion 1972 auch beim 9. Berliner Theatertreffen.
Als Sprecherin arbeitete sie in den 1960er Jahren u. a. bei einem Hamburger Schattenspieltheater. Sie war in den 1960er Jahren auch regelmäßig als Sprecherin bei der Fernseh-„Kinderstunde“ in der ARD verpflichtet.
Kunze war seit 1950 mit dem Schauspieler Erwin Wirschaz verheiratet, der auf sie aufmerksam wurde, als sie an der Seite von Paul Hörbiger spielte. Das Künstlerehepaar lebte in Frankenburg, einem Ortsteil von Lilienthal, wo es 2010 Diamantene Hochzeit feiern konnte. Aus der Ehe ging die Schauspielerin Jutta  Wirschaz hervor.

## Filmografie
- 1951: Professor Nachtfalter
- 1968: Ich bin ein Elefant, Madame
- 1969: Die Dubrow-Krise
- 1969: Schrott
- 1970: Die Deutschlandreise
- 1974: Zitronenjette

## Sprechrollen (Auswahl)
- 1950: Die Erzählung des letzten Hirten Redaktion (NWDR-Hörspiel)[14]
- 1950: Familjenansluß von Karl Bunje – Regie: Hans Freundt (NWDR Hamburg)
- 1952: Das Gericht zieht sich zur Beratung zurück – Der Ankläger wird zum Verteidiger (von Gerhart Herrmann Mostar – Regie: Gerd Fricke)
- 1955: Keen Grund un Bodden. Niederdeutsches Hörspiel. (RB; Mundarthörspiel von Thora Thyselius; Regie: Günter Jansen)[15]
- 1955: Luzifer. Ein dramatisches Sinnspiel. (RB Heimatfunk; Hörspiel nach Karl Wagenfeld; Regie: Eberhard Freudenberg)[16]
- 1957: De Börgermeisterwahl. Niederdeutsches Hörspiel. (RB; Mundarthörspiel von Heinrich Laschinger; Regie: Erwin Wirschaz)[17]
- 1964: Paulus und der kleine Drache (Zeichentrickfilm nach Jean Dulieu)[18]